# 哈茨維爾 (伊利諾伊州)
哈茨維爾（英語：Hartsville）是位於美國伊利諾伊州波普縣的一個非建制地區。該地的面積和人口皆未知。

## 地理
哈茨維爾的座標為37°23′09″N 88°28′58″W / 37.38583°N 88.48278°W，而該地的平均海拔高度為156米（即512英尺）。